# شبح تسوشیما
شبح تسوشیما (انگلیسی: Ghost of Tsushima) یک بازی ویدئویی در سبک اکشن-ماجراجویی و مخفی‌کاری است که توسط ساکر پانچ پروداکشنز توسعه یافته و به‌وسیلهٔ سونی اینتراکتیو انترتینمنت در ۱۷ ژوئیه ۲۰۲۰، برای کنسول پلی‌استیشن ۴، و ۲۰ اوت ۲۰۲۱ برای پلی‌استیشن ۵ منتشر شد. نسخهٔ برش کارگردان برای مایکروسافت ویندوز توسط نیکسس سافت‌ور توسعه یافته و در مه ۲۰۲۴ در دسترس قرار گرفت. در شبح تسوشیما بازیکن قادر به کاوش در محیط جهان باز است و داستان بازی پیرامون سرزمین تسوشیما در اولین تهاجم مغولان به سرزمین ژاپن جریان دارد. شبح تسوشیما با بازخورد مثبتی از منتقدان روبه‌رو شد و چندین نامزدی و برنده جایزه دریافت کرد.
داستان بازی شبح تسوشیما در قرن سیزدهم اتفاق می‌افتد. ماجرا از جایی شروع می‌شود که ارتش مغول به جزیرهٔ تسوشیما حمله می‌کند و هدف نهایی آن‌ها تسخیر ژاپن است. بازیکن در نقش جین ساکایی «Jin Sakai» است که یکی از معدود سامورائی‌های باقی مانده از این نبرد بزرگ است. در ابتدا هدف جین خلاصه می‌شود در نجات عمویش که توسط رهبر مغول‌ها اسیر شده است، به تدریج با دنبال کردن داستان بازی مخاطرات بیشتر می‌شود و جین رهبر حزب مقاومت می‌شود. این گروه تلاش می‌کنند تا حملهٔ مغول‌ها را خنثی و از گسترش آن به سرزمین ژاپن جلوگیری کنند، اما این کار ساده‌ای نیست چرا که درگیری تنها میان دو ارتش نیست و این کشمش درون خود جین هم دیده می‌شود! در ابتدا ماجرا او یک سامورائی سنتی است که رودررو با دشمنان می‌جنگد و این افتخار برایش از هر چیزی با ارزش‌تر است. اما این برای پیروزی در جنگ‌ها کافی نیست. او برای مبارزه و پیروزی در برابر نیروی مهاجم دشمن که از سلاح‌های محاصره و تاکتیک‌های جدید و تازه ای استفاده می‌کنند، مجبور است که تاکتیک‌های مختلفی را امتحان کند. دنباله‌ای تحت عنوان شبح یوتئی قرار است در سال ۲۰۲۵ برای پلی‌استیشن ۵ منتشر شود، و یک فیلم اقتباسی نیز در دست ساخت است.

## روند بازی
بازی شبح تسوشیما یک بازی اکشن-ماجراجویی و مخفی‌کاری می‌باشد. بازی از زاویهٔ دید سوم شخص دنبال می‌شود و دارای محیط جهان باز بزرگ و با قابلیت کاوش در آن است. بازی دارای راهنمایی‌هایی در خصوص پیدا کردن مسیر خود نخواهد داشت و بازیکن می‌تواند با اسب نقاط مختلف نقشه را طی کند. بازیکن دارای قلاب برای رسیدن به مکان‌های مشکل است، و همچنین بازی دارای مأموریت‌های جانبی می‌باشد که بازیکن قادر است با دیگران در بازی تعامل داشته باشد.
بازیکنان قادر به استفاده از سلاح‌های مختلفی همچون کاتانا، تیر و کمان، خنجر و انواع شمشیرها در مقابله با دشمنان هستند. اسلحه‌ها در بازی به مرور زمان با دریافت مواد اولیه و آهن که بازیکن در طول بازی آنها را جمع‌آوری می‌کند قابل ارتقا می‌باشد که این ارتقا موجب کشنده تر بودن اسلحه‌ها هنگام مبارزات می‌شود. همچنین بازیکن قادر به استفاده از سری حمله‌های زنجیره‌ای مرگبار پس از مشخص کردن دشمنان می‌باشند و بازیکن قابلیت مخفی‌کاری را در محیط بازی دارا خواهد بود. قابلیت دوئل تک‌نفره با شخصیت‌های غیرقابل کنترل نیز در طی بازی به صورت اختیاری وجود دارد.
در طول بازی لباس‌هایی به بازیکن داده می‌شود از جمله زره، کلاه خود و سربند که آنها قابلیت ارتقا در کمپ‌ها را دارند و با ارتقا آنها قدرت دفاع بالاتری نسبت به حمله دشمنان خواهند داشت.
همچنین در این بازی، بازیکن توانایی شکار کردن حیوانات وحشی مانند خرس را خواهد داشت. در این بازی روباه‌ها اهمیت بسیاری دارد. روباه‌ها حیوان اجدادی ژاپن به‌شمار می‌آیند. در بازی آن‌ها را به عنوان موجودات باهوش و دارای توانایی‌های جادویی به تصویر می‌کشند که با پیدا کردن خانه هر روباه کاربر به محیط جادویی وی دست پیدا می‌کند.
بخش آنلاین این بازی تحت عنوان شبح تسوشیما: اساطیر در نوامبر ۲۰۲۰ منتشر شد. این بخش این اجازه را به بازیکنان می‌دهد تا با ایجاد گروه‌های چهار نفره به مقر دشمنان حمله کنند و از متدهای مختلف مبارزاتی برای شکست آنها استفاده کنند.
شرکت ساکرپانج اعلام کرد در سال ۲۰۲۱ نسخه برش کارگردان برای کنسول‌های پلی‌استیشن ۴ و پلی‌استیشن ۵ منتشر خواهد شد که شامل اضافه شدن داستان حضور جین ساکای در ایکی‌نوشیما می‌باشد. همچنین در نسخه پلی‌استیشن ۵ شامل تغییراتی از قبیل سه بعدی شدن صدا، دقیق شدن حرکت لب‌ها و سرعت بخشیدن به بازی شده است.

## داستان
داستان بازی به واقعه تاریخی ۱۲۷۴ میلادی و حمله مغول به ژاپن برمی گردد جایی که مغول‌ها به فرماندهی کوتان خان از نوادگان چنگیز خان به جزیره‌ای در ژاپن با نام تسوشیما حمله می‌کنند. مغول‌ها با حمله به خانواده‌های ژاپنی آن‌ها را به اسارت گرفته و بسیاری از آن‌ها را به کشتند. در این بین تنها بازمانده سامورایی‌ها جین ساکای می‌باشد که در ابتدا برای جان عموی خود «شیمورا» که یک جیتو بوده و نقش بزرگی در سامورایی شدن وی داشته است به قلعه کوتان خان حمله می‌کند اما به تنهایی از پس وی و ارتش عظیمش بر نمی‌آید. به همین منظور ساکای به سراغ دوستان و آشنایان خود می‌رود تا بتواند با ایجاد یک ارتش به مغول‌ها حمله کند. ساکای در ابتدا پیش یونا دوست قدیمی خود که یک اونا-بوگیشا می‌باشد می‌رود یونا که مدتی است راهزنی می‌کند به جین می‌گوید که برادرش تاکا که یک آهنگر است توسط سربازان مغولی به اسارت گرفته شده است. جین و یونا با همکاری هم موفق به نجات تاکا می‌شوند. جین به سراغ دوست قدیمی و هم بازی دوران کودکی اش 'ریزو' می‌رود. ریزو و گروه رونیناش مدت هاست که به دلیل کمبود آب و غذا توانایی زندگی را به سختی دارند. جین با همکاری آنها تلاش می‌کند با حمله به کشتی مغول‌ها آب و غذا برای گروه ریزو تهیه کند اما آنها دیر به کشتی می‌رسند و تمامی غذاها به مقر فرماندهی مغول‌ها فرستاده می‌شود. این عامل باعث عدم همکاری رونینها با جین برای نجات شیمورا می‌شود. جین با همکاری تاکا و یونا موفق می‌شود به محل زندانی شدن شیمورا برود و وی را آزاد کند اما با خیانت ریزو که از سر ناچار بودن و بی آب و غذا بودن گروهش، مجبور به لو دادن نقشه جین ساکای به مغول‌ها شد کوتان خان مقر فرماندهی خود را پس می‌گیرد.
پس از آزادی شیمورا، جین و شیمورا ارتشی شامل مردم عادی و سربازان را آموزش می‌دهند تا به مقر فرماندهی کوتان خان حمله کنند و خاک تسوشیما را پس بگیرند. در همین حین جین ملاقاتی با یوریکو داشت. یوریکو پیرزنی بود که در زمان بچگی جین به پدر وی خدمت می‌کرد. در این ملاقات یوریکو از گیاهان تیر زهردار و کشنده ای می‌سازد و آن را به جین می‌دهد تا در مبارزه با مغول‌ها از آن بتواند استفاده کند. پس از دادن این گیاهان یوریکو به علت کهولت سن می‌میرد. جین به مقر شیمورا برمیگردد تا از نقشه شیمورا برای حمله با خبر شود. شیمورا به جین می‌گوید که به تنهایی و به صورت مخفیانه به مقر فرماندهی کوتان خان برود و بررسی‌های اولیه برای جنگ را انجام دهد. جین قصد دارد به تنهایی برود اما تاکا بدون آنکه به جین بگوید به تعقیب وی می‌پردازد و در نزدیکی مقر به وی می‌پیوندد تا در این بررسی به کمک جین بپردازد اما مکان مخفیانه تاکا و جین لو می‌رود و مغول‌ها آنها را به اسارت می‌گیرند.
کوتان خان از جین درخواست می‌کند تا با توجه به وجهه ای که بین مردم تسوشیما دارد پیمان صلح با کوتان خان بسته و از مردم تسوشیما بخواهد که برای مغول‌ها تسلیم شده و به زانو در بیایند. اما جین مخالفت می‌کند همین مخالفت جین باعث می‌شود کوتان خان سر تاکا را با شمشیر قطع کند و اعلام می‌کند در صورت عدم تسلیم شدن نزدیکان بیشتری از جین به سرنوشت تاکا دچار می‌شوند. پس از چند ساعت یونا به کمک جین و تاکا می‌آید اما متوجه مرگ برادرش می‌شود. جین به وی قول می‌دهد تا انتقام برادرش و همه افراد کشته شده در تسوشیما را از کوتان خان می‌گیرد. جین به همراه یونا به مقر تسوشیما برمیگردد و می‌بیند ارتش شیمورا آماده برای حمله به مقر کوتان خان می‌باشد. حمله به سمت مقر مغولان انجام می‌شود در ابتدای جنگ افراد آموزش دیده شیمورا چند تن از مغولان را می‌کشند اما هنگامی که نزدیکی مقر اصلی می‌رسند باید از یک پل بگذرند. کوتان خان به خراب کردن آن پل عده ای از سربازان شیمورا را کشته و راه عبور برای رسیدن افراد شیمورا به مقر اصلی را می‌بندد. جین به شیمورا می‌گوید که می‌توان با استفاده از زهری که از یوریکو گرفت به سمت مغولان حمله کرد و آنها را کشت اما شیمورا تصمیم بر این داشت که مبارزه باید به صورت تن به تن باشد در غیر این صورت مبارزه را نابرابر دانست. جین بدون آنکه به شیمورا چیزی بگوید به همراه یونا شبانه به مقر کوتان خان رفته و در غذای سربازان مغولی زهر می‌ریزد و تا سحرگاه تمامی سربازان مغول با خوردن زهر می‌میرند. جین به تنهایی به سمت مقر اصلی کوتان خان می‌رود اما می‌بیند کوتان خان در این فاصله از مقر فرار کرده و به شمال رفته است و ریزو در مقر وی حضور دارد. در نبردی تن به تن جین ریزو را می‌کشد. در همین لحظه شیمورا به همراه سربازانش به مقر فرماندهی می‌رسند و با سربازان مرده مغولی همراه می‌شود. شیمورا این عمل این را نادرست و به دور از رفتار سامورایی می‌داند که جین در پاسخ به شیمورا می‌گوید که وی دیگر سامورایی نبوده و 'شبح' است. این گفته باعث می‌شود شیمورا از جین عصبانی شده و دستور می‌دهد وی را به اسارت بگیرند.
در زمان اسارت جین، یونا محل تقریبی کوتان خان را پیدا می کندو به جین خبر می‌دهد. جین از زندان فرار کرده و قصد دارد تا به سمت محل کوتان خان برود اما متوجه می‌شود کوتان خان چگونگی درست کردن زهر از گیاهان را که یوریکو به وی یاد داده بود را یادگرفته است و می‌تواند علیه جین استفاده کند. بدین منظور جین نامه ای را برای شیمورا می‌نویسد و با توجه به اینکه ترد شده از سامورایی‌ها می‌باشد به صورت مخفیانه آن را به محل استراحت شیمورا می‌برد. شیمورا با خواندن نامه از محل کوتان خان و زمان تقریبی حمله جین و دوستانش آگاه می‌شود. حمله به سمت مقر کوتان خان انجام شده و نبردی بین مردم تسوشیما و مغول‌ها رخ می‌دهد و جین در دو مبارزه موفق به شکست و کشتن کوتان خان می‌شود. پس اتمام نبرد. شیمورا به جین می‌گوید که طبق سنت دیرین ژاپن جین هیچگاه نمی‌تواند سامورایی باشد و کسی که از سامورایی‌ها ترد می‌شود سزایش مرگ می‌باشد. شیمورا با جین مبارزه تن به تنی را انجام می‌دهد که در این مبارزه جین موفق به شکست شیمورا می‌شود. طبق سنت سامورایی‌ها پس از شکست شیمورا وی باید کشته شود. کاربر در این لحظه حق انتخاب جهت پیروی از قوانین سامورایی و کشتن شیمورا یا پیروی از روش 'شبح' و زنده نگه داشتن وی را دارد.
در صحنه پایانی اعلام می‌شود که با وجود مرگ کوتان خان داستان بازی ادامه داشته و جین باید به تمامی مناطق تسوشیما برود تا به‌طور کامل جزیره را از وجود تمامی مغول‌ها پاکسازی کند.

## بازتاب‌ها
| گردآورنده | امتیاز |
| --------- | ------ |
| متاکریتیک | ۸۳/۱۰۰ |

| ناشر         | امتیاز |
| ------------ | ------ |
| دستراکتید    | ۹٫۵/۱۰ |
| گیم اینفورمر | ۹٫۵/۱۰ |
| گیم رولیشن   | [ ۱۸ ] |
| گیم‌اسپات     | ۷/۱۰   |
| گیمز ریدار+  | [ ۲۰ ] |
| آی‌جی‌ان       | ۹/۱۰   |
| پوش اسکوئر   | ۹/۱۰   |
| گاردین       | [ ۲۳ ] |
| یواس‌گیمر     | ۴/۵    |
| وی‌جی۲۴۷      | [ ۲۵ ] |

- دیستراکتوید: با ساخته شدن شبح تسوشیما، استودیو ساکر پانچ هم باید در ردهٔ استودهایی مثل اینسامنیاک گیمز، ناتی داگ و استودیو سنتا مونیکا قرار بگیرد.[۲۶]
- گیم اینفورمر: ساکر پانچ در خلق این بازی از سایر بازی‌های جهان باز کمک گرفته اما یک بازی خلاقانه و اورجینال برای کنترل یک سامورایی در ماجرایی زیبا و نفس‌گیر خلق کرده است. محیط‌های حیرت‌انگیز بازی تصویری زیبا از یک ژاپن فئودالی در مقابل چهره خشن جنگ را به تصویر می‌کشند.[۲۷]
- آی جی ان: شبح تسوشیما یک ماجراجویی عظیم است که اغلب من را با جلوه‌های بصری و گیم‌پلی درگیرکننده مجذوب می‌کند. با توجه به مواردی مثل ارتقا توانایی‌های شمشیرزنی، بازی طی ۴۰ الی ۵۰ ساعتی که برای تمام کردنش نیاز است، چالش‌برانگیز، پاداش دهنده و سرگرم‌کننده باقی می‌ماند. البته برخی از المان‌های بازی مثل هوش مصنوعی دشمنان و سیستم مخفی‌کاری در مقایسه با سایر بازی‌های انحصاری سونی دچار مشکل هستند.[۲۸]
- یواس گیمر: اولین تیر ساکر پانچ در زمینه ساخت یک اکشن ماجراجویی مخفیانه به نشانه برخورد کرد. مبارزات و سیستم‌مخفی کاری بازی تا حد زیادی باکیفیت است اما مشکلاتی در مورد هوش مصنوعی و هدف قرار دادن دشمن درست وجود دارد. بزرگ‌ترین خطای بازی همخوان نبودن دیالوگ‌های ژاپنی بازی با دهان کاراکترها است که برای عنوانی در این حد و اندازه، ناامیدکننده محسوب می‌شود.[۲۹]
- گیم اسپات: این بازی وقتی در بهترین حالت خود است که سوار اسب می‌شوید و به آن شکل که دوست دارید در دنیای بازی غرق می‌شوید. البته زاویه بد دوربین می‌تواند در مبارزات کار را حسابی برای شما سخت کند و بعضی از ماموریت‌های بازی خالی از عمق هستند.[۳۰]
- گاردین: برخلاف اساسینز کرید که سعی می‌کند از ستینگ تاریخی خود برای ارائه داستانی عجیب و غریب استفاده کند، شبح تسوشیما آنقدر سعی در روایت یک داستان کلاسیک سامورایی دارد که از این که شخصیت خاص خود را داشته باشد بازمی‌ماند. بعد از این که به خاطر خسته‌کننده بودن ماموریت‌های داستانی بارها خودم را در حال چک کردن تلفنم دیدم، سعی کردم که به انجام کارهای دیگری مثل تعقیب روباه‌ها، حمام کردن در چشمه آب گرم و کوهنوردی برای پیدا کردن یک شی افسانه‌ای بپردازم؛ زیرا این زیباترین ژاپنی است که به وسیله زبان کد تصویر شده است.[۳۱]
- گیمز رادار: گوست آو تسوشیما انگار همان اساسینز کرید است اما در غالب و داستان سامورایی و کشور ژاپن! احتمالاً زمانی که کارکنان یوبیسافت این بازی را تجربه کنند، با خود بگویند چرا این فکر به ذهن خود ما نرسیده بود و ای کاش ما خالق این اثر بودیم.[۳۲]

### فروش
میزان فروش بازی شبح تسوشیما در هفته اول باعث شد این بازی یکی از پرفروش‌ترین بازی‌ها در بریتانیا باشد. در هفته اول این بازی در ژاپن نیز یکی از پرفروش‌ترین بازی‌ها بوده و نزدیک به ۲۱۲٬۹۱۵ نسخه از آن به فروش رفت. این بازی بیشترین میزان دانلود را در ایالات متحده داشت و همچنین در سه روز اول انتشار نزدیک به ۲٫۴ میلیون نسخه از آن در سراسر جهان به فروش رفت که این فروش سریعترین میزان در فروش بازی‌های پلی استیشن ۴ محسوب می‌شود. در نوامبر ۲۰۲۰ گزارش شد که بیش از ۵ میلیون نسخه فروخته است.